# 王震 (画家)

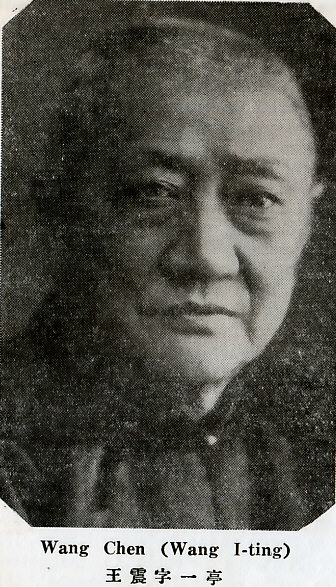
王震

王震（1867年12月4日—1938年11月13日），字一亭，号白龙山人、梅花馆主、海云山主等，法名觉器，祖籍浙江吴兴，出生于上海青浦，清末民初画家、买办。

## 生平
王14岁入上海裱画名店怡春堂学徒，后得宁波富商公子李云书赏识，荐入其家开办的恒泰钱庄和沙船公司任职，业余时间学画于任伯年弟子徐小仓，亦曾受到任伯年的亲自指导。1885年，王进入大阪轮船公司任职员，由于其工作勤奋，并且迅速掌握日语，于1902年即升任上海支社总代理，1907年转入日清轮船公司任总代理，其后又涉足公用事业、保险、金融等方面，成为上海商界屈指可数的大买办。
1910年，王加入中国同盟会，负责上海地区的财务工作。辛亥革命爆发后，王任上海都督府交通部部长、农工商部部长、中国国民党上海支部部长等职，同时拜吴昌硕为师，资助其到上海售画。1913年，因资助二次革命，一度被袁世凯通缉。
1920年，王在阿尔伯特·爱因斯坦访问上海期间，亲自宴请爱因斯坦夫妇。1923年，日本关东大地震，王从自己开设的面粉厂中调集5万吨面粉捐献给日本，成为日本收到的第一批外国援助物资，受到日本天皇的感谢。1931年九一八事变后，王为表明心迹，毅然辞去日清公司总代理之职，又出面组织画家“艺术救国”，义卖自己的书画作品为东北抗日义勇军募捐。
抗战爆发后，王拒绝日军的邀请，不愿出任伪政府职务，前往香港避难。1938年因病重，从香港返回上海，年底病逝于家中。
王震是海上画派代表人物之一，其画综合了任伯年和吴昌硕的特点，自成一家。著有《白龙山人画集》、《王一亭选集》、《王一亭题画诗选集》等。王曾于1909年组织豫园书画会，1922年当选为中国佛教会会长，1925年任上海总商会特别会董。王曾在上海乔家路77号营造名园——梓园，后为日军劫掠后败落。

## 延伸阅读
[在维基数据编辑]
 《海上名人傳·王一亭》，出自《海上名人傳》
 在维基共享资源阅览影像